# 大久保清子
大久保 清子（おおくぼ きよこ、1911年1月30日 - 2006年8月4日）は、日本の女優である。出生名笹井 朝子（ささい あさこ）、結婚後の本名は伊藤 朝子（いとう あさこ）。女優引退後は、伊藤大輔夫人として知られる。

## 人物・来歴
1911年（明治44年）1月30日、京都府京都市上京区三条通千本（現在の同府同市中京区三条通千本）に生まれる。父は笹井幸二郎、伯父は千本組当主の笹井三左衛門、従兄に笹井末三郎がいる。旧制小学校（現在の京都市立朱雀第一小学校）、同市東山区の華頂高等女学校（現在の華頂女子高等学校）を卒業した。『芸能人物事典 明治大正昭和』等には「精華高等女学校」を卒業した旨の記述があるが、同校は現在の精華高等学校であり、当時は大阪市住吉区（現在の阿倍野区）晴明通に実在した学校であるが、誤りである。
満22歳になった1933年（昭和8年）、従兄の末三郎に勧められて日活京都撮影所に入社、翌1934年（昭和9年）5月10日に公開された、辻吉朗監督の『修羅道春秋』に出演して、「大久保 清子」の名で映画界にデビューした。同年8月末、永田雅一が独立して第一映画社を設立すると、これに参加した。
1935年（昭和10年）12月末、マキノ正博が撮影所長、従兄の末三郎が理事となって設立したマキノトーキー製作所に、第二期入社として移籍した。同社には、実弟の笹井武彦が経理部に所属していた。1937年（昭和12年）4月末、同社が解散し、マキノ正博、澤村國太郎、光岡龍三郎、同期の水原洋一、田村邦男、團徳麿、志村喬、大倉千代子らとともに、日活京都撮影所に移籍した。満26歳になる同年6月、映画監督の伊藤大輔（当時満38歳、伊藤は再婚）と結婚した。
1981年（昭和56年）7月19日、夫の伊藤大輔が死去する。1985年（昭和60年）、『伊藤大輔シナリオ集』全4巻を上梓、監修する。1989年（平成元年）、伊藤大輔の旧蔵資料約4万点を京都府京都文化博物館に寄贈した。

## フィルモグラフィ
すべてクレジットは「出演」である。公開日の右側には役名、および東京国立近代美術館フィルムセンター（NFC）所蔵等の上映用プリントの現存状況についても記す。同センター等に所蔵されていないものは、とくに1940年代以前の作品についてはほぼ現存しないフィルムである。

### 日活京都撮影所
すべて製作は「日活京都撮影所」、配給は「日活」である。
- 『新月かつら川』 : 監督清瀬英次郎、1934年4月19日公開[2] - からくりお芳[8]
- 『修羅道春秋 前篇』 : 監督辻吉朗、1934年5月10日公開 - 芸妓万雨
- 『忠臣蔵 刃傷篇 復讐篇』 : 監督伊藤大輔、応援監督伊丹万作・尾崎純、1934年5月17日公開 - 茶屋仲居 お清
- 『すてうり勘兵衛』 : 監督清瀬英次郎、1934年6月7日公開 - 女役者中村鶴吉
- 『修羅道春秋 後篇』 : 監督辻吉朗、1934年7月26日公開[8] - 芸妓万雨
- 『旅姿桂小五郎』 : 監督久見田喬次、1934年9月1日公開[8] - 五月雨お駒（密偵）

### 第一映画

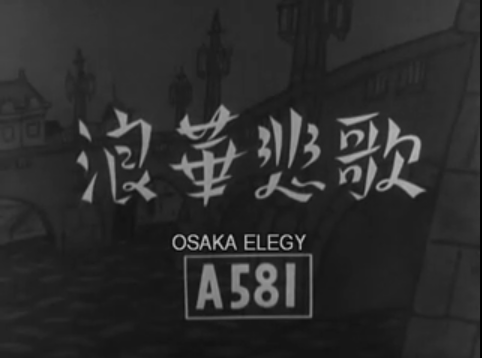
『浪華悲歌』（監督溝口健二、1936年）メインタイトル。

特筆以外すべて製作は「第一映画社」、配給は「松竹キネマ」である。
- 『建設の人々』 : 監督伊藤大輔、録音マキノ正博、1934年11月29日公開 - 紅梅亭 お梅
- 『銭形平次捕物控 濡れた千両箱』 : 監督押本七之輔、録音マキノ正博、製作新興キネマ京都撮影所、配給新興キネマ、1935年2月28日公開 - 水茶屋の女お通
- 『お六櫛』 : 監督伊藤大輔、1935年5月9日公開 - 櫛屋の嫁、現存（NFC所蔵[7]）
- 『恋慕草鞋』 : 監督押本七之輔、製作新興キネマ京都撮影所、配給新興キネマ、1935年5月15日公開 - お峰
- 『十六夜日記』 : 監督山内英三、製作新興キネマ京都撮影所、配給新興キネマ、1935年7月25日公開 - 町家の娘お光
- 『鞍馬天狗 江戸日記 前篇』 : 監督山本松男、録音マキノ正博、製作嵐寛寿郎プロダクション、配給新興キネマ、1935年10月3日公開 - さみだれお藤
- 『父帰る母の心』 : 監督寺門静吉、1935年10月8日公開 - 曲馬団の女、現存（NFC所蔵[7]）
- 『箱根八里』 : 監督中川信夫、製作市川右太衛門プロダクション、配給松竹キネマ、1935年12月12日公開[9]（11月27日公開[10][11]）
- 『文武太平記』 : 監督吉田信三、製作嵐寛寿郎プロダクション、配給新興キネマ、1935年12月14日公開 - 殿の愛妾お浦の方
- 『江戸みやげ子守唄』 : 監督伊藤大輔、録音マキノ正博、1935年12月30日公開 - 峻々軒の女房・おもと

### マキノトーキー製作所
初期の特筆以外すべて製作・配給は「マキノトーキー製作所」である。
- 『丹下左膳 乾雲必殺の巻 第一篇』 : 監督マキノ正博、応援監督久保為義・松田定次・広瀬五郎、配給千鳥興行、1936年3月15日公開 - 弥生
- 『丹下左膳 坤竜呪縛之巻』 : 監督マキノ正博、応援監督久保為義・松田定次・広瀬五郎、配給千鳥興行、1936年4月1日公開 - 弥生
- 『三ン下剣法』 : 監督マキノ正博・根岸東一郎・久保為義、配給千鳥興行、1936年4月22日公開
- 『浪華悲歌』 : 監督溝口健二、製作第一映画嵯峨野撮影所、配給松竹キネマ、1936年5月28日公開 - 医師夫人・横尾さだ子、現存（NFC所蔵[7]）
- 『江戸の花和尚』 : 監督根岸東一郎・マキノ正博、配給千鳥興行、1936年6月13日公開
- 『修羅八荒 第一篇』 : 監督マキノ正博、応援監督中川信夫、配給千鳥興行、1936年7月1日公開 - 鏡月院
- 『修羅八荒 第二篇』 : 監督マキノ正博・久保為義、配給千鳥興行、1936年7月15日公開 - 鏡月院
- 『修羅八荒 第三篇』 : 監督マキノ正博・中川信夫、配給千鳥興行、1936年7月31日公開 - 鏡月院
- 『怪盗影法師』 : 監督マキノ正博、配給千鳥興行、1936年9月23日公開

- 『ごろんぼ街』 : 監督マキノ正博・根岸東一郎、1936年10月15日公開 - お仙
- 『忠治活殺剣』 : 監督久保為義・マキノ正博、1936年12月6日公開 - 勝造女房お富、現存（NFC所蔵[7]）
- 『神州斬魔剣』 : 監督姓丸浩、1937年1月24日公開
- 『旗本八萬騎』 : 監督中川信夫、1937年1月31日公開 - 蓮月院
- 『喧嘩菩薩』 : 監督牧陶六（マキノ正博）、1937年2月28日公開
- 『花婿百万石』 : 監督マキノ正博、応援監督姓丸浩、1937年3月10日公開

## ビブリオグラフィ
国立国会図書館蔵書を中心とした書誌である。クレジットはすべて「伊藤朝子」名義。
- 『伊藤大輔シナリオ集 1』、伊藤大輔、淡交社、1985年5月 ISBN 4473008975 - 編著
- 『伊藤大輔シナリオ集 2』、伊藤大輔、淡交社、1985年7月 ISBN 4473008983 - 編著
- 『伊藤大輔シナリオ集 3』、伊藤大輔、淡交社、1985年9月 ISBN 4473008991 - 編著
- 『伊藤大輔シナリオ集 4』、伊藤大輔、淡交社、1985年12月 ISBN 4473009009 - 編著
- 『伊藤大輔文庫目録』、編著・出版京都府京都文化博物館、1990年9月 - 注記（寄贈者）